# In This Our Life
In This Our Life is een film uit 1942 onder regie van John Huston. De film is gebaseerd op het boek van Ellen Glasgow.

## Verhaal
Stanley Timberlake is een egoïstische vrouw. Eerst dumpt ze haar man voor de echtgenote voor haar zus. Al snel blijkt dat hij niet gelukkig is en hij pleegt zelfmoord. Wanneer ze terugkeert naar haar zus, blijkt dat zij getrouwd is met haar voormalige man.

## Trivia
- Volgens de studio, heeft Jack Mower in de film gespeeld. Echter, hij is nergens te vinden.
- De film was Warner Brothers' grootste hit van 1942.
- De film had figuranten, zoals Humphrey Bogart, Mary Astor, Ward Bond, Elisha Cook Jr., Sydney Greenstreet en Peter Lorre.

## Rolverdeling
| Acteur              | Personage                           |
| ------------------- | ----------------------------------- |
| Bette Davis         | Stanley 'Stan' Timberlake Kingsmill |
| Olivia de Havilland | Roy Timberlake Kingsmill            |
| George Brent        | Craig Fleming                       |
| Dennis Morgan       | Dr. Peter Kingsmill                 |
| Billie Burke        | Lavinia Timberlake                  |
| Hattie McDaniel     | Minerva Clay                        |
| Charles Coburn      | William Fitzroy                     |
| Frank Craven        | Asa Timberlake                      |
| Lee Patrick         | Betty Wilmoth                       |